# Lepanthes ostraconopetala
Lepanthes ostraconopetala är en orkidéart som beskrevs av Carlyle August Luer och Alexander Charles Hirtz. Lepanthes ostraconopetala ingår i släktet Lepanthes och familjen orkidéer.
Artens utbredningsområde är Colombia. Inga underarter finns listade i Catalogue of Life.